# Egzarchat Ukraiński
Egzarchat Ukraiński (ukr. Український екзархат, ros. 'Украинский экзархат) – prawosławna administratura kościelna obejmująca terytorium Ukraińskiej Socjalistycznej Republiki Radzieckiej, działająca w latach 1921–1990.

## Historia

### Okoliczności powstania
Na początku XX wieku na ziemiach ukraińskich pod władzą carską sformował się ruch niższego duchowieństwa domagający się ukrainizacji struktur Rosyjskiego Kościoła Prawosławnego na wskazanych terenach. Nie był on popierany przez działających tam biskupów, w większości Rosjan, monarchistów i zwolenników samodzierżawia. W efekcie mimo dążeń władz Ukraińskiej Republiki Ludowej, niższego duchowieństwa i części wiernych po ogłoszeniu niepodległości Ukrainy na jej terenie nie powstał kanoniczny autokefaliczny Kościół prawosławny. Ukraiński Autokefaliczny Kościół Prawosławny z metropolitą Bazylim Łypkowskim na czele nie spełniał kanonicznych wymogów i nie był uznawany przez inne Cerkwie. Z punktu widzenia prawosławnego prawa kanonicznego legalne administratury w Ukraińskiej SRR (eparchie tworzące Egzarchat Ukraiński) nadal prowadził Patriarchat Moskiewski.

### Lata 20. i 30. XX wieku
W latach 20., tj. w okresie prowadzenia przez KPZR polityki korienizacji, w tym ukrainizacji w odniesieniu do Ukraińskiej SRR, władze komunistyczne faworyzowały Ukraiński Kościół Autokefaliczny, podczas gdy egzarcha Ukrainy Michał (Jermakow) przebywał w latach 1924–1929 w więzieniu. Po wycofaniu się KPZR z polityki korienizacji, w tym ukrainizacji, stosunek władz do Kościołów prawosławnych na Ukrainie uległ zmianie. Ukraiński Autokefaliczny Kościół Prawosławny został poddany gwałtownym represjom, ogłoszony nielegalną „petlurowską” organizacją i zmuszony do samolikwidacji. Prześladowaniom podległo również duchowieństwo Egzarchatu Ukraińskiego. Po śmierci metropolity kijowskiego Konstantyna (Diakowa) w czasie przesłuchania w więzieniu łukianowskim w Kijowie w listopadzie 1937 katedra egzarchy pozostawała nieobsadzona do 1941.

### Po II wojnie światowej
Na żądanie władz w latach powojennych doszło do wchłonięcia przez Egzarchat struktur odrodzonego w czasie wojny Ukraińskiego Autokefalicznego Kościoła Prawosławnego, przy czym jego liderzy znajdowali się już wówczas za granicą. Następnie, w 1946, Rosyjski Kościół Prawosławny przejął struktury zlikwidowanego siłowo Kościoła greckokatolickiego na Ukrainie. Sobór lwowski, na mocy decyzji którego Kościół greckokatolicki dokonał „dobrowolnego” samorozwiązania, został pozytywnie przyjęty przez hierarchię Patriarchatu Moskiewskiego. Regiony, w których działały parafie przejęte po grekokatolikach znajdowały się w regionie ZSRR o jednym z najwyższych wskaźników religijności, tj. na Ukrainie zachodniej. Struktury na zachodzie Ukrainy stanowiły w 1978 60% wszystkich placówek duszpasterskich Egzarchatu Ukraińskiego. Duchowni greckokatoliccy, którzy przyjęli prawosławie, zachowali silną ukraińską świadomość narodową. Z uwagi na korzyści uzyskane po wchłonięciu dawnych struktur greckokatolickich hierarchia Egzarchatu Ukraińskiego z reguły tolerowała zarówno wykorzystywanie przez nich w praktyce liturgicznej języka cerkiewnosłowiańskiego z wymową ukraińską w miejsce rosyjskiej, posługiwanie się współczesnym ukraińskim w kazaniach (chociaż na takie samo działanie nie pozwolono w katedrze egzarchy, soborze św. Włodzimierza w Kijowie). Oficjalny organ prasowy Egzarchatu, Prawosławnyj Wisnyk, powstawał w języku ukraińskim. Równocześnie wschodnie eparchie Egzarchatu zachowywały rosyjską tradycję liturgiczną.
W 1978 Egzarchat Ukraiński liczył ok. 2500 parafii zgrupowanych w 18 eparchiach, z czego 15 posiadało wyznaczonych ordynariuszy. Była to 1/3 wszystkich parafii Patriarchatu Moskiewskiego.
Egzarchat Ukraiński był jedyną administraturą kościelną na terytorium Ukraińskiej SRR, którą władze radzieckie postrzegały jako ewentualne użyteczne narzędzie polityczne. Przekładało się to na całkowitą kontrolę jej działalności z jednej strony, z drugiej zaś – na nieco lepsze traktowanie niż w przypadku pozostałych wspólnot religijnych.
W 1991, wobec upadku ZSRR i powstania niepodległej Ukrainy, Święty Synod Rosyjskiego Kościoła Prawosławnego zlikwidował Egzarchat Ukraiński i powołał do życia w jego miejsce autonomiczny Ukraiński Kościół Prawosławny Patriarchatu Moskiewskiego.

## Egzarchowie
Egzarcha Ukrainy był drugim biskupem w hierarchii Rosyjskiego Kościoła Prawosławnego (po patriarsze moskiewskim i całej Rusi). Godność tę kolejno sprawowali:
- Nazariusz (Blinow), 1921, locum tenens
- Michał (Jermakow), 1921–1922, locum tenens
- Makary (Karmazin), 1923–1924
- Michał (Jermakow), 1924–1929[3]
- Sergiusz (Kuminski), 1925, w zastępstwie uwięzionego metropolity Michała
- Jerzy (Dielijew), 1925–1928, w zastępstwie uwięzionego metropolity Michała
- Konstantyn (Diakow), arcybiskup charkowski, 1930–1932
- Sergiusz (Griszyn), 1932–1934
- Konstantyn (Diakow), 1934–1937
- Aleksander (Pietrowski), 1937–1938, locum tenens
- Mikołaj (Jaruszewicz), 1941–1944
- Pantelejmon (Rudyk), 1941–1943, w zastępstwie
- Jan (Sokołow), 1944–1964
- Joazaf (Leluchin), 1964–1966
- Alipiusz (Chotowicki), 1966, locum tenens
- Filaret (Denysenko), 1966–1990